# 長沢松平家
長沢松平家（ながさわまつだいらけ）は、松平氏の庶流。十八松平のひとつ。
長沢城（三河国宝飯郡長沢）を本拠地としたため、長沢松平家と呼ばれた。なお、摂津源氏とされる大河内氏から分家に養子として入った松平正綱が大名として取り立てられただけでなく、正綱の後継として入嗣した甥の信綱が松平伊豆守家として大成させて本家より栄えたため、江戸時代の長沢松平家は傍流の大河内松平家を指す場合が多いようである。正綱も信綱も「長沢松平家の傍系へ入嗣した大河内氏」であり、長沢松平家の直系および傍系はこれとは別に存続している。維新後には傍系の一人松平正直が勲功により華族の男爵に叙せられた。

## 概要
長沢松平家は松平宗家三代・松平信光の十一男（異説あり）親則を祖とする。本拠地は長沢城であった。この長沢城は現在の豊川市立長沢小学校（愛知県豊川市長沢町字午新）周辺。今では旧東海道拡張のための国道1号建設により、城の丘は南北に分断されている。
著名な人物には、徳川家康の従弟・松平康忠がある。康忠は戦功多く、徳川十六神将の一人にかぞえられている。
文禄2年（1593年）、康忠の子・松平康直が嗣子無きまま病没したため、家康の七男・松千代を養子に迎えて家名存続を図った。その松千代が夭折すると、今度は家康六男（松千代の同母兄）を新たな養子とした。これが松平忠輝である。ただし松千代を経由せず、忠輝が直接継いだとする資料もある。
忠輝を養子に迎えて繁栄を見込めたのは、ほんの僅かな期間に過ぎず、元和2年（1616年）、忠輝は異母兄の将軍・徳川秀忠により改易。長沢松平家の家名は断絶してしまう。
ただし、忠輝の改易後も長沢松平家の血統は残っていた。それでも江戸幕府はなかなかこの家を認めず、享保4年（1719年）にようやく長沢松平家と認知した。天保5年（1834年）に十人扶持になり、やっと幕臣として禄が下された。幕末期の当主・松平忠敏（主税助）は浪士組の取締役になった。

## その他の長沢松平家
傍系の松平清直は松平忠輝の付家老を務め、忠輝の改易後浪人するが、元和4年5月（1618年）に将軍家に召し出されて三河国宝飯郡形原に5､000石の所領を与えられ、交代寄合となったが、孫の信実の代に無嗣絶家。 
清直の弟の松平正世も忠輝に仕えたが、忠輝改易後は越前松平家に召抱えられ、子孫は越前国福井藩重臣の松平主馬家として存続した。同家の分家筋の松平正直は会津征伐において戦功をあげ、明治以降宮城県知事や熊本県知事、内務次官、貴族院勅撰議員などを歴任した功績で華族（男爵）に叙されている。
正世 - 正詮 - 正恒 - 正村（正勝） - 正恒（再襲） - 正明（正般） - 正惟 - 正郷 - 正義 - 正方 - 正一
越後長岡藩牧野家の家老・今泉家も長沢松平家の庶流の一つであるとされている。

## 系図

### 凡例
1) 実線は実子、点線は養子
2) 太字は当主。数字は家督継承順。

### 松平信重の子孫
松平信重は、『寛政重修諸家譜』及び家伝の系譜と系図によると松平親清の二男とされるが、中嶋次太郎著『松平忠輝と家臣団』では、松平康忠の近親者の可能性も指摘されている。なお、政信以降、姓は長澤となる。酒井忠恭の代に厩橋（前橋）藩が姫路へ転封されたため、その後の系図は姫路市城郭研究室所蔵の資料及び善導寺（姫路市）の過去帳によった。また、明治以降は戸籍簿による。

### 松平主馬家
六代当主・松平親広の孫・松平正世を祖とする。越前松平家・高知席6,000石 → 3,000石。

## 大河内松平家
松平康直病没前の天正15年（1587年）、徳川家康の命で摂津源氏の末裔の大河内正綱が長沢松平家分家の松平正次の養子となる。この後は大河内松平家とも呼ぶ。この松平正綱の甥が正綱の養子となり、知恵伊豆と謳われる老中・松平伊豆守信綱（武蔵国忍藩、そして川越藩主）となる。またその末裔から小知恵伊豆と言われる老中・松平伊豆守信明（三河吉田藩主）も出す。大名を三家出し、旗本の家もあった。明治維新後、大河内松平家は全家が大河内姓に復している。

## 長沢松平家の大名
- 深谷藩 → 佐倉藩 → 川中島藩 → 高田藩（忠輝のとき改易）
- 三河吉田藩 - （大河内松平家）
- 大多喜藩 - （大河内松平家）
- 高崎藩 - （大河内松平家）